# Preston Brooks
Preston Smith Brooks,  född den 5 augusti 1819 i Edgefield, South Carolina, död den 27 januari 1857 i Washington, var en amerikansk demokratisk politiker.
Han blev 1843 praktiserande jurist och vann snart som stor plantageägare och medlem av South Carolinas legislatur politiskt inflytande i sin hemstat. År 1853 invaldes han i kongressen och gjorde sig där känd som en av demokraternas våldsammaste ytterlighetsmän. Brooks namn har vunnit en herostratisk ryktbarhet genom hans brutala överfall i senatens samlingssal på den gamle abolitionistledaren Charles Sumner, 22 maj 1856. Denne hade i ett tal fällt några utlåtelser, som Brooks ansåg sårande och han överföll efter sammanträdet den intet ont anande Sumner och bearbetade honom så våldsamt med en käpp i huvudet, att han fick allvarsamt men därav för sin återstående livstid. Ett förslag om Brooks uteslutande ur kongressen vann inte stadgad pluralitet, och då Brooks nedlade sitt mandat, blev han enhälligt återvald och under en triumfresa i södern överallt firad. Brooks överfall på Sumner plägar räknas som signalen till våldsmedels allmänna tillgripande i striden om slaveriet.